# Municipio de Center (condado de Wood)
El municipio de Center (en inglés: Center Township) es un municipio ubicado en el condado de Wood en el estado estadounidense de Ohio. En el año 2010 tenía una población de 1206 habitantes y una densidad poblacional de 18,64 personas por km².

## Geografía
El municipio de Center se encuentra ubicado en las coordenadas 41°22′47″N 83°35′45″O / 41.37972, -83.59583. Según la Oficina del Censo de los Estados Unidos, el municipio tiene una superficie total de 64.69 km², de la cual 64,5 km² corresponden a tierra firme y (0,29 %) 0,19 km² es agua.

## Demografía
Según el censo de 2010, había 1206 personas residiendo en el municipio de Center. La densidad de población era de 18,64 hab./km². De los 1206 habitantes, el municipio de Center estaba compuesto por el 95,11 % blancos, el 2,07 % eran afroamericanos, el 0,58 % eran asiáticos, el 0,08 % eran isleños del Pacífico, el 1,24 % eran de otras razas y el 0,91 % eran de una mezcla de razas. Del total de la población el 3,73 % eran hispanos o latinos de cualquier raza.